# Rechter-commissaris
Een rechter-commissaris (veelal afgekort tot RC) is een rechter met speciale bevoegdheden, die totaal verschillend zijn in Nederland en België.
De functie die de rechter-commissaris uitoefent bij de Nederlandse strafrechtbanken komt in België het meest overeen met het ambt van onderzoeksrechter, alhoewel er ook verschillen bestaan.

## Nederland

### Strafvordering
De rechter-commissaris (in strafzaken) is een rechter die aangewezen is door de president van de rechtbank om tijdens het opsporingsonderzoek, dat door de politie plaatsvindt, beslissingen te nemen over zaken waarvoor de officier van justitie geen bevoegdheden heeft.
Voorbeelden hiervan zijn het aftappen van telefoonlijnen, het inbewaringstellen van verdachten, en het doorzoeken van woningen. Bij doorzoekingen heeft de rechter-commissaris zelf de leiding en moet hij of zij (met diens of dier griffier) aanwezig zijn. Verder moet de rechter-commissaris daar beslissen wat er in beslag mag worden genomen, en mag hij of zij ordemaatregelen (laten) treffen.
Ook kan de rechter-commissaris deskundigen benoemen die over de verdachte een rapport opmaken. Dit rapport heeft als doel om op de rechtszitting de rechtbank voor te lichten. Dit rapport wordt opgemaakt in de periode waarin de verdachte in afwachting van de behandeling van zijn strafzaak thuis, of in voorlopige hechtenis verblijft.
De rechtbank kan aan de hand van dat rapport, wanneer zij de feiten waarvan de verdachte verdacht wordt bewezen acht, een passende straf opleggen. Hierbij wordt dan onder meer rekening gehouden op welke manier in de toekomst herhaling van de strafbare feiten kan worden voorkomen.
Het kantoor van de rechter-commissaris heet "kabinet".

### Faillissement
Behalve in het strafrechtproces heeft de rechter-commissaris ook een belangrijke taak in faillissementen. De rechter-commissaris houdt in de eerste plaats toezicht op de curator, maar de rechter-commissaris heeft ook de bevoegdheid om machtigingen te verlenen.
Er zijn talloze vergeefse pogingen ondernomen om de Faillissementswet uit 1893 te moderniseren. Hiervoor is onder meer een staatscommissie insolventierecht in het leven geroepen, die zich richtte op onderwerpen die samenhangen met of voortvloeien uit de brief van de Minister van Justitie van 3 december 2001 (Kamerstukken II, 2001/02, 24 036, nr. 238) aan de Voorzitter van de Tweede Kamer der Staten-Generaal inzake MDW tweede fase Herziening Faillissementswet. De commissieleden hebben de volgende adviezen uitgebracht:
- Advies inzake wetsvoorstel wijziging van de Faillissementswet in verband met het bevorderen van de effectiviteit surseance van betaling en faillissement (27 244). De commissie boog zich onder andere over de vraag of het bestaande onderscheid tussen faillissement en surseance van betaling moet blijven bestaan. Of dat er een geïntegreerde insolventieprocedure moet worden ingevoerd.
- Advies over fundamentele veranderingen, vanwege de herziening van het insolventierecht. De commissie heeft vooral gedebatteerd over doelstelling en de reikwijdte van het insolventierecht. En over wenselijkheid om een geïntegreerde insolventieprocedure in te voeren, of de bestaande drie procedures te handhaven. Daarnaast is ingegaan op de vraag of de herziening van het insolventierecht al dan niet gefaseerd tot stand moet worden gebracht.
- Advies over de mogelijkheden om de wettelijke schuldsaneringsregeling (advies en bijlage) zo aan te passen dat deze substantieel minder wordt toegepast en eenvoudiger wordt.
- Advies over het functioneren van bewindvoerders, curatoren en rechters-commissarissen.
- Advies over het voorontwerp voor de herziening van het insolventierecht.
- Advies over de herziening van de Wet op de vennootschapsbelasting 1969

De Commissie Insolventierecht is ingesteld bij Besluit van 3 april 2003, Stcrt. 76 als tijdelijk adviescollege van de Minister van Justitie ter advisering over het insolventierecht. Zij heeft haar werkzaamheden medio 2009 beëindigd met haar reactie op de commentaren die zijn gegeven in reactie op het door haar in 2007 opgestelde voorontwerp Insolventiewet.

### Andere zaken
Ook in andere civiele zaken kan een rechter-commissaris worden benoemd. Deze is dan verantwoordelijk voor en geeft leiding aan onderzoek buiten de zitting.

### Gerechtshof en Hoge Raad
Bij het gerechtshof en de Hoge Raad kan, naar analogie van de functie rechter-commissaris, de functie van raadsheer-commissaris (vaak afgekort tot RHC) voorkomen.

## België
De rechter-commissaris (in handelszaken) is een rechter die aangewezen is door de voorzitter van de ondernemingsrechtbank om tijdens een faillissement toe te zien op de werking van de curator.
De rechter-commissaris zoals die gekend is in Nederland, heet in België een onderzoeksrechter.